# Leuchtenberger Lehenbuch
Das Leuchtenberger Lehenbuch dokumentiert die Lehen der Grafen von Leuchtenberg Ende des 14. Jahrhunderts.

## Geschichte und Bedeutung des Lehenbuches
Das Bayerische Hauptstaatsarchiv archiviert 52 leuchtenbergische Lehenbücher. Dieser Artikel behandelt das älteste Leuchtenberger Lehenbuch. Es entstand zwischen 1396 und 1399. 
Das Lehenbuch war nicht datiert. Später wurde die Jahreszahl 1362 auf dem Außendeckel hinzugefügt. Diese Angabe kann jedoch nicht stimmen, da im Inhalt die Verlegung der Pfarrei Miesbrunn nach Pleystein bereits als vollzogen dargestellt wird. Diese Verlegung wurde jedoch erst 1395 bischöflich genehmigt. Auch in anderen Angaben wurden Jahreszahlen vom Ende des 14. Jahrhunderts genannt. Deshalb wird die Entstehung des Lehenbuches auf die Jahre zwischen 1396 und 1399 angesetzt.
Ob dieses Lehenbuch auf ein älteres, verloren gegangenes Buch zurückgeht, ist nicht bekannt. Es ist jedenfalls wahrscheinlich, dass Zeugnisse früherer Zeiten über den außergewöhnlich umfangreichen Lehenbesitz vorlagen. Eine Verwaltung dieses Besitzes wäre sonst wohl nicht möglich gewesen. Auch verschiedene Textstellen weisen auf ältere, teilweise lateinische Vorlagen hin.
Die Bedeutung des ältesten Leuchtenberger Lehenbuchs liegt in der Beschreibung der nördlichen Oberpfalz im 14. Jahrhundert. Durch Fehden, Hussitenkriege, den Landshuter Erbfolgekrieg, Brände und Schluderei der Archivbeamten gab es besonders für die Zeit bis 1350 in dieser Region große Urkundenverluste. Hier stellt das älteste Leuchtenberger Lehenbuch eine wertvolle Quelle für Informationen über die Ortschaften dieses Landstrichs dar.
Diese Bedeutung des ältesten Leuchtenberger Lehenbuchs wurde bereits 1893 vom Münchner Professor Michael Doeberl erkannt und eine Edition als wünschenswert erwähnt. Ebenso merkte Staatsarchivar Karl Puchner 1937 an, dass leider nur wenige Quellen zur oberpfälzischen Siedlungsgeschichte herausgegeben seien. 1955 erschien schließlich eine Bearbeitung des Dokumentes durch Georg Völkl in den Verhandlungen des Historischen Vereins der Oberpfalz.

## Beschreibung des Lehenbuches
Wilhelm Schrenk war Leuchtenbergischer Rat in Pfreimd. Er ordnete die Registratur. Später wurde er kurfürstlicher Rat in Köln. Wilhelm Schrenk fügte 1584 den Titel Altes Lehen-Register, darinnen deß Landgrafthums Leuchtenberg Kirchen, Vesten, Ritter- und andere gemaine Lehen insonderhait benennt und spezifiziert seindt dem Dokument hinzu. Er folierte die stark abgegriffene Papierhandschrift in 45 Blättern neu. Daneben existiert noch eine alte Folierung.
Im Archivale fehlen Anfangsinitialen. Satzanfänge und die meisten Namensbezeichnungen sind in Großbuchstaben geschrieben. Zwei Zeichen am Rand der Einträge deuten an, dass die Abschriften der Urkunde mit dem Original verglichen wurden.
Im Schriftbild sind drei verschiedene Schreiber zu erkennen. Ein Schreiber schreibt eine kräftige, klare und gut lesbare gotische Minuskelschrift des ausgehenden 14. Jahrhunderts. Die Tinte ist schwarzbraun gefärbt. Die einzelnen Seiten haben unterschiedliche Seitenzahl. Die Schrift des zweiten Schreibers ist eine weniger klare, leichtere und kleinere gotische Kursive. Ab dem 12. Blatt sind von einem weiteren Schreiber schwungvoll geschriebene Nachträge und Urkundenregesten in den Text eingefügt.
Der Hauptschreiber, der auch die Anlage machte, bezeichnete sich 1389 und 1396 als Friedrich der Landgrafen Schreiber. Den Schreibern des Dokumentes waren nicht alle Ortsnamen geläufig. Dies zeigen viele Schreibfehler, Verunstaltungen und Verstümmelungen.
In der Handschrift sind Lehensaufzeichnungen und Nachträge von Urkundenregesten enthalten. Ihr Zweck ist die Zusammenstellung der leuchtenbergischen Lehen und Vasallen. Eine Protokollierung der Belehnungen war nicht beabsichtigt. Die Belehnungen erstrecken sich über einen längeren Zeitraum. Es wurde nur der lehenbare Besitz aufgezeichnet, nicht der freigegebene. Teilweise sind Lehen mehrfach aufgezeichnet. Der Grund dafür mag darin bestehen, dass den Schreibern die Übersicht fehlte.

## Für das Lehenbuch wesentliche Landgrafen und andere Personen
Im Lehenbuch werden die Landgrafen Johann der Ältere, Albrecht und Sigost erwähnt.
- Johann der Ältere (auch: Johann I., 1330–1407) war Sohn Ulrich I. (1293–1334). Sein Bruder war Ulrich II. (1344–1378)
- Albrecht (auch: Albrecht I., 1378–1404) war Sohn Ulrich II.
- Sigost († 1398) war Sohn Johann des Älteren.
- Johann II. († 1390) war Sohn Johann des Älteren.

Beide Söhne Johann des Älteren starben vor ihrem Vater. Dies und die unglückliche Regierung König Wenzels (1361–1419) veranlasste Johann den Älteren dazu, von der Pflege Egers zurückzutreten und sich auf die Verwaltung seiner eigenen Lande zu beschränken.